# Ricardo Valencia
Ricardo Valencia Martinez, (Salinas de Ibargoiti, Getze Ibargoiti, Navarra, 3 de octubre de 1959 - Dhaulagiri, Nepal, 13 de mayo de 2007) fue un alpinista español.

## Biografía
Transportista de oficio, y alpinista navarro falleció acompañado por su compañero Santiago Sagaste en el segundo campo del monte Dhaulagiri, cordillera del Himalaya, Nepal, sepultado por un alud. Ricardo, comenzó su carrera como alpinista con vocación tardía a los 34 años de edad en una excursión a Panticosa, Huesca, Aragón. Después de haber experimentado la grandeza de las montañas, comienzan unos años de grandes satisfacciones personales e importantes logros deportivos en el marco alpinístico navarro. Ricardo recorrió numerosas veces montañas del Pirineo, de los Alpes, Atlas, Andes y la cordillera del Himalaya.

## Historial
- Aconcagua, cima (enero de 1998).
- Cho Oyu, intento de cima (abril de 1999).
- Cho Oyu, cima (abril de 2000).
- Makalu, intento de cima (abril de 2002).
- Gasherbrum II, cima (junio de 2003).
- Gasherbrum I, intento de cima (2003).
- Makalu, cima (abril de 2004).
- Manaslu, intento de cima (abril de 2005).
- Nanga Parbat, cima (junio de 2005).
- Dhaulagiri, intento de cima (abril de 2006). En esta expedición, se produjo un accidente de helicóptero, del cual Ricardo salió ileso.
- Jbel Toubkal, Marruecos (noviembre de 2006).
- Chimborazo, Ecuador (enero de 2007).
- Cotopaxi, Ecuador (enero de 2007).
- Pichincha, Ecuador (enero de 2007).
- Aconcagua, (enero de 2007).

## Reconocimientos
- En el año 2010 recibe la medalla de bronce de la Real Orden del Mérito deportivo.